# Arabguldsparv
Arabguldsparv (Passer euchlorus) är en fågel i familjen sparvfinkar inom ordningen tättingar, förekommande dels på sydvästra Arabiska halvön, dels i ett litet område på Afrikas horn.

## Kännetecken

### Utseende
Arabguldsparven är en vacker, gyllenfärgad fågel med en kroppslängd på 13 centimeter. Den har tidigare betraktats som underart till sudanguldsparven (Passer luteus) men hanen är mörkare gul än denna, guldgul snarare än citronfärgad. Även ryggen är gul (kastanjefärgad hos sudanguldsparven), med vitkantade svarta vingpennor och stjärt. Hona i häckningsdräkt är gröngrå ovan, blekgul under, utanför häckningstid brungrå ovan och beigevit under men gul på strupen.

Jämförelse mellan släktingarna arabguldsparv, sudanguldsparv (P. luteus) och kastanjesparv (P. euchlorus).

### Läte
Lätet är ett tvåstavigt ljust tjirpande likt sudanguldsparvens.

## Utbredning och systematik
Fågeln förekommer dels på sydvästra Arabiska halvön i sydvästra Saudiarabien och västra Jemen, dels i Djibouti och nordvästra Somalia. Fynd i Kuwait tros härröra från förrymda burfåglar. Den behandlas som monotypisk, det vill säga att den inte delas in i några underarter.

## Levnadssätt
Arabguldsparven förekommer i arid savann med törnbuskar och närliggande jordbruksbygd. Den är mycket social och födosöker i småflockar efter gräsfrön och säd, framför allt durra. Arten häckar i kolonier, troligen i samband med regn, i Jemen mars till juli och i Djibouti mars till maj.

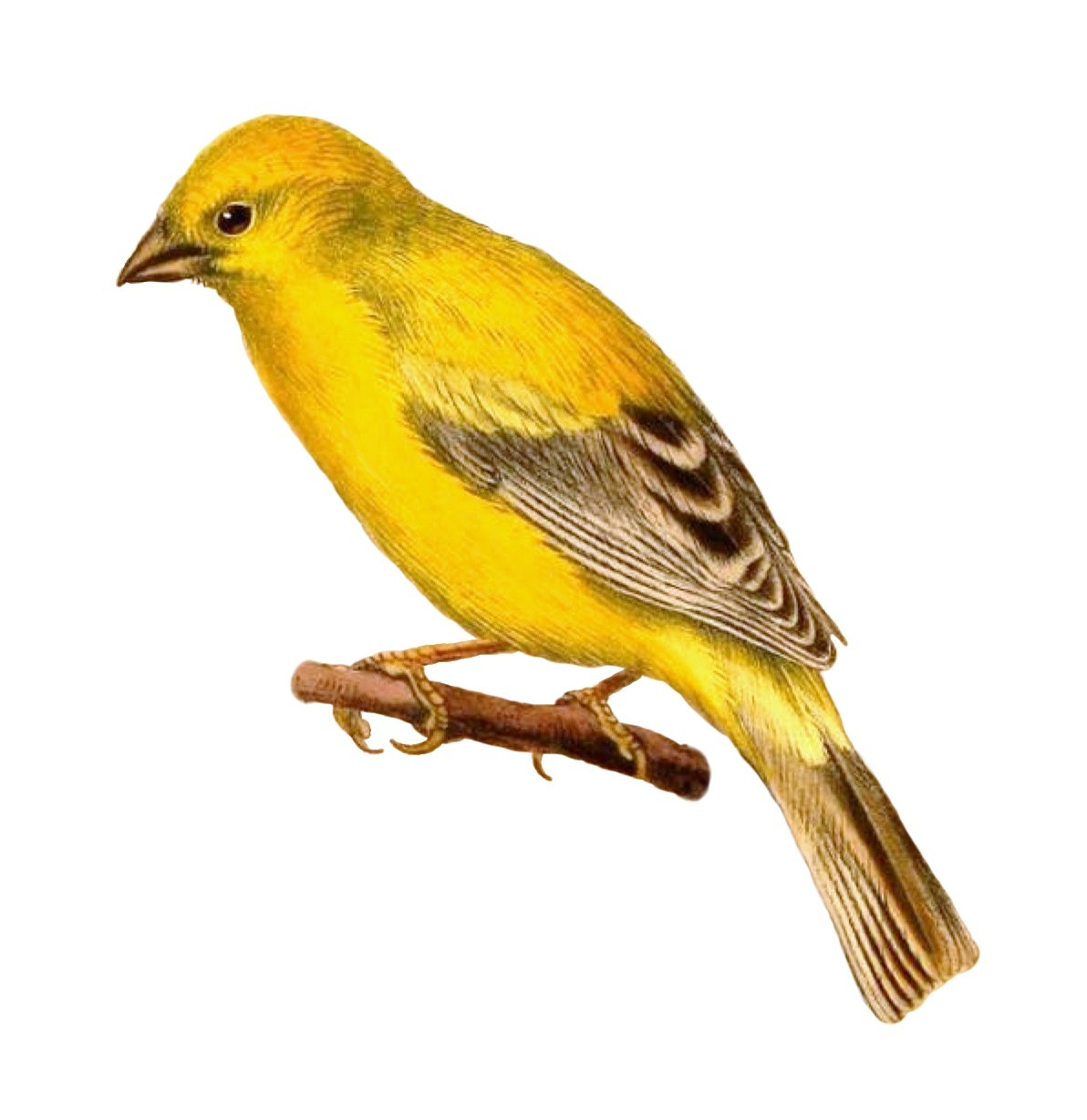

## Status och hot
Arten har ett stort utbredningsområde och en stor population med stabil utveckling och tros inte vara utsatt för något substantiellt hot. Utifrån dessa kriterier kategoriserar internationella naturvårdsunionen IUCN arten som livskraftig (LC). Världspopulationen har inte uppskattats men den beskrivs som vanlig eller lokalt vanlig.